# Port Tobacco Village (Maryland)
Port Tobacco Village es un pueblo ubicado en el condado de Charles en el estado estadounidense de Maryland. En el año 2010 tenía una población de 13 habitantes y una densidad poblacional de 32,5 personas por km².

## Geografía
Port Tobacco Village se encuentra ubicado en las coordenadas 38°30′41″N 77°1′12″O / 38.51139, -77.02000.

## Demografía
Según la Oficina del Censo en 2000 los ingresos medios por hogar en la localidad eran de $37.500 y los ingresos medios por familia eran $42.917. Los hombres tenían unos ingresos medios de $ - frente a los $ - para las mujeres. La renta per cápita para la localidad era de $18.352. Alrededor del 0,0% de la población estaba por debajo del umbral de pobreza.